# Ano zero
O Ano zero não é usado no calendário gregoriano e nem no seu predecessor, o calendário juliano. A contagem dos anos assemelha-se à ordem dos números inteiros com a excepção de que não existiu um ano zero, pelo que o ano 1 a.J. foi imediatamente sucedido pelo ano 1 d.C. ("d.J." de "depois de Jesus" — Anno Domini como é mais frequentemente referido em outras línguas, ou Era comum). 
Mesmo assim, o ano zero é usado na contagem astronômica do tempo (configurando — entre outros — um ano bissexto zero) e foi fixado na norma ISO 8601:2004 (versão anterior: ISO 8601:2000) que estabelece padrões internacionais para a representação da data e hora A razão para isso é que as fórmulas nas quais o ano deve ser inserido podem ser usadas incorretamente. Por exemplo, a NASA usa esse sistema para exibir eclipses solares. O eclipse solar de Bur-Sagile é calibrado, por exemplo, como tendo ocorrido em 15 de junho de -762, ou 15 de junho do ano 763 a.C.
Provavelmente a ideia de utilizar o ano zero como um método de contagem adequado para aritmética tenha sido do astrólogo italiano Luca Gaurico (1476–1558). Ele justificou dizendo que, como astrólogo, ele estava interessado em reflexões cronológicas; assim, ele precisava do ano zero como centro de simetria. 
O ano zero existe ainda no calendário hindu e budista.
Em alguns cálculos de tempo como o de nascimento o ano 0 é usado, 0 anos e 0 meses e 10 dias, por exemplo.